# Журиловка
Журиловка (рум. Jurilovca) — село в жудеце Тулча в Румынии. Входит в состав коммуны Журиловка, являясь административным центром. С 1983 по 1996 год носило название Униря (Unirea). В состав коммуны также входят сёла Сэлчиоара и Вишина. Коммуна Журиловка впервые документально упоминается в 1826 году.
Село Журиловка расположено на расстоянии 222 км к востоку от Бухареста, 47 км к югу от Тулчи, 67 км к северу от Констанцы, 99 км юго-восточнее Галац.
По данным переписи населения 2002 года в селе проживали 2899 человек.
Национальный состав населения деревни по данным переписи 2011 года:
| Национальность   | Количество | Процент |
| ---------------- | ---------- | ------- |
| русские-липоване | 2324       | 80,2 %  |
| румыны           | 563        | 19,4 %  |
| украинцы         | 5          | 0,2 %   |

Родным языков назвали:
| Язык      | Количество лиц | Процент |
| --------- | -------------- | ------- |
| русский   | 2203           | 76,0 %  |
| румынский | 686            | 23,7 %  |

## Известные жители
В Журиловке родился Георгий Федосеевич Исаев — украинский советский шашечный композитор. Мастер спорта СССР по шашечной композиции (1980).